# Süderstapel
Süderstapel (dansko Sønder Stabel) je občina v okrožju Schleswig-Flensburg, ki je del nemške zvezne dežele Schleswig-Holstein.